# 국가별 속도 제한

전 세계 최고 속도 제한. 왼쪽은 킬로미터당 시간, 오른쪽은 마일당 시간이다.

전 세계 교통표지의 제한 속도:
킬로미터 매 시 (km/h)
마일 매 시 (mph)
둘 다
없음

속도 제한은 도로 차량에 대해 법적으로 허용되는 속도 제한이며, 일반적으로 허용되는 최대 속도이다. 때때로 최저 속도 제한도 있다. 권고 속도 제한도 있는데, 이는 권장되지만 의무적인 속도는 아니다. 속도 제한은 일반적으로 국가 또는 지방 정부의 입법 기관에 의해 설정된다.

## 개요
다음 표는 세 가지 다른 유형의 도로를 주행하는 다양한 유형의 차량에 적용되는 여러 관할권의 기본 속도 제한을 (해당하는 경우) 보여준다. 실제 속도 제한은 이 값을 초과할 수 있다. 단속 허용치는 명시된 제한 속도보다 km/h 또는 백분율로 지정된다.
독일은 일부 아우토반에 최대 속도 제한이 없는 유일한 국가이다. 130 km/h는 국가 진입 시 아우토반에 대한 일반 권고 속도 제한으로 표지되어 있다. 이러한 아우토반으로 인해 독일은 고속도로에 일반 속도 제한이 없는 국가로 간주된다. 맨섬은 시골 2차선 도로에 일반 속도 제한이 없는 유일한 관할권이다.

### 정의
많은 국가들은 도시 도로와 나머지 도로에 대해 다른 일반 속도 제한을 가지고 있다. 이러한 차이는 20세기 초부터 영국과 프랑스와 같은 국가에 존재했다. 이 개념은 도로표지 및 신호에 관한 빈 협약을 포함한 다양한 규정에서 "건설 지역 내 도로"로 공식적으로 정의되지만, 영국은 이를 "가로등이 켜진" 또는 "제한 구역"으로 재브랜딩했다. 비공식적으로는 "도시 도로"로 알려져 있다. 2017년 현재 대부분의 IRTAD 국가들은 도시 도로에서 기본 속도 제한이 50 km/h이며, 다양한 더 낮은 속도가 적용된다. 예를 들어, 네덜란드에서는 도시 도로의 70%가 30 km/h로 제한된다.
일부 국가, 예를 들어 미국, 인도 또는 중화인민공화국은 특정 도시 도로 최대 속도를 가지고 있지 않다.
대형 화물차 (HGV)에는 다른 속도 제한이 존재하지만, HGV에 대한 제한은 국가마다 다르다: 대부분의 유라시아 및 아메리카 국가들은 빈 협약의 3.5톤 제한을 사용할 수 있지만, 북아메리카, 중화인민공화국, 인도, 오스트레일리아 또는 아일랜드의 다른 국가들은 다른 중량 제한을 사용할 수 있다.

## 국가
(속도 제한은 별도로 명시되지 않는 한 시간당 킬로미터(km/h)로 표시된다.)

| 국가                            | 시내 | 제한 속도 고속도로/자동차 전용도로/고속도로 | 건설 지역 외 도시 간 도로/지역 공도                                                                      | 자동차 및 오토바이                | 트럭 또는 트레일러가 있는 자동차               | 단속 허용치 |
| ------------------------------- | --- | --- | --- | --------------------------------- | ---------------------------------------------- | --- |
| 알바니아                        | 40 | 110 | 80 | 80–90                             | 60–70                                          | 10 km/h |
| 아르헨티나                      | 40–60 | 100–130 | 80 | 80–110                            | 80                                             | 10 km/h |
| 오스트레일리아                  | 40–60 | 100-110 | 100-130                                                                                                  | 100–110                           | 100                                            | 주/준주에 따라 다름 |
| 오스트리아                      | 50 | 130 | 100 | 100                               | 70/80                                          | 100 km/h까지 3 km/h; 그 이상은 3%                                                                                         |
| 아제르바이잔                    | 40–60 | 110 | | 90                                |                                                | 10 km/h까지 |
| 방글라데시                      | 40 | 80 | 80 | 80 (자동차) 50 (오토바이)         | 50                                             | 10 |
| 바레인                          | 50 | 100–120 | 90 | 80                                | 70                                             | 10 |
| 벨라루스                        | 60 | 120 ( 90) | 90 | 90                                | 70                                             | N/A |
| 벨기에                          | 20–50 | 90–120 | 90 70 (플랑드르 지방)                                                                                    | 70–90                             | 70–90                                          | 100 km/h까지 6 km/h, 그 이상은 6%                                                                                         |
| 보스니아 헤르체고비나           | 50 | 130 (고속도로) 100 (자동차 전용도로) | 80 | 80                                | 80                                             | 10 km/h |
| 브라질                          | 40–70 | 80–120 | 80–100                                                                                                   | 80–110                            | 80 (버스 90)                                   | 110 km/h까지 10 km/h, 그 이상은 10%, 가장 가까운 정수로 반올림                                                            |
| 브루나이                        | 50 | 100 | 80 | 80                                | 80                                             | 10 km/h |
| 불가리아                        | 50 | 140 ( 100) | 90 | 90 ( 80)                          | 80                                             | 10 km/h |
| 캐나다                          | 30–50 | 100–120 | 60–100                                                                                                   |                                   | 주마다 다름                                    | 공식적으로 0 (앨버타주에서는 10 km/h 초과 시 벌금 명시), 비공식적으로 경찰관에 따라 20%–40%                               |
| 칠레                            | 30–50 | 120 (자동차 및 오토바이) 100 (도시 간 버스 전용) | 90 | 90                                | 90                                             | 10 km/h |
| 중국                            | 30–60 | 100–120 | 80 | 60–80                             | 80–100                                         | 속도 제한의 10% |
| — 홍콩                          | 50 | 100–110 | 70 | 50–80                             | 50–70                                          | 10 km/h |
| — 마카오                        | 20–60 | 60–80 | N/A | 50–80                             | N/A                                            | 10 km/h |
| — 중화민국                      | 40–60 | 100–110 | 80–90 | 50–80                             | 60–80                                          | 10 km/h |
| 코스타리카                      | 45 | 80–100 | 80 | 60                                | 60                                             | 10 km/h |
| 크로아티아                      | 50 | 130 (고속도로) 110 (자동차 전용도로) | 80 | 90                                | 80                                             | 100 km/h까지 10 km/h; 그 이상은 10%                                                                                       |
| 키프로스                        | 30–50 | 100 | 100 | 80                                | 80                                             | 10 km/h |
| 체코                            | 50 | 130 (고속도로) 110 (자동차 전용도로) 80 (도시 자동차 전용도로 및 고속도로)                                                                                  | 90 | 90                                | 80                                             | 100 km/h까지 3 km/h; 그 이상은 3%                                                                                         |
| 덴마크                          | 50 | 130 | 80 | 80                                | 80                                             | 100 km/h까지 10 km/h; 그 이상은 10% (레이저 및 카메라에만 해당)                                                           |
| — 페로 제도                     | 50 | | | 80                                |                                                | 10 km/h |
| — 그린란드                      | 50 | | | 80                                |                                                | 10 km/h |
| 에스토니아                      | 50 | 110–120 | 90-100                                                                                                   | 90–120                            | 90                                             | 10 km/h |
| 이집트                          | 60 | 100-120 | 90 | 90–120 (자동차) 90-100 (오토바이) | 60-70 (트럭) 80-100 (버스)                     | 20 km/h |
| 핀란드                          | 50 | 80–120 | 80 | 80                                | 80                                             | 10 km/h |
| — 올란드 제도                   | 50 | | | 70–90                             |                                                | 10 km/h |
| 프랑스                          | 50 | 110 (비올 때 100) (자동차 전용도로) 130 (비올 때 110) (고속도로)                                                                                            | 80–90 | 80–90                             | 60–90                                          | 고정식 카메라의 경우 100 km/h까지 5 km/h, 100 km/h 초과는 5%; 이동식 레이더의 경우 두 배                                  |
| 조지아                          | 60 (주거 지역은 20)                                                                                                   | 110 | 80 | 90                                | 70                                             | 10 |
| 독일                            | 50 | 없음, 권장 속도 130 km/h. | 80–100                                                                                                   | 100                               | 60 (트럭) 80                                   | 100 km/h까지 3 km/h, 그 이상은 3%; 과속 단속 방법에 따라 다름                                                             |
| 그리스                          | 50 | 110 (자동차 전용도로) 130 (고속도로) | 80 | 90                                | 70                                             | 10 |
| 헝가리                          | 50 (일반적으로) 30 (주거 지역) 60–70 (주요 도로)                                                                      | 110 (자동차 전용도로) 130 (고속도로) | 90 | 90–110                            | 70                                             | 100 km/h까지 (포함) 15 km/h; 그 이상은 20 km/h                                                                            |
| 아이슬란드                      | 50 | 90 | 90 | 90 (포장도로) / 80 (자갈도로)     | 80                                             | 10 |
| 인도                            | 50 | 최대 120, 종종 더 낮음 | 60 | 80                                | 65                                             | 20 |
| 인도네시아                      | 40-60 | 80-100 | 80 | 50-80                             | 60–80                                          | 시내 속도 제한의 10% 유료 도로 속도 제한의 20%.                                                                           |
| 이란                            | 50 | 70–120 | 70–110                                                                                                   | 70–110                            | 70–110                                         | 20 km/h |
| 아일랜드 공화국 (1919년-1922년) | 30–50 | 120 | 80 (기본값이나 명시된 경우 최대 100)                                                                     | 80                                | 트럭 90 트레일러 80                            | 정의되지 않음. |
| 이스라엘                        | 50 | 100–120 | 90 | 80–90                             | 80                                             | 20 km/h |
| 이탈리아                        | 50 | 130 (악천후 시 110) (고속도로) 110 (자동차 전용도로) | 90 | 90                                | 70                                             | 100 km/h까지 5 km/h; 100 km/h 초과는 5%                                                                                   |
| 일본                            | 30–60 | 80–120 (국가 자동차 전용도로) 70–80 (단일 차선 자동차 전용도로)                                                                                             | 60 | 30 (~50cc) 100-120                | 80 (트레일러) 90 (트럭)                        | 아주 예외적인 경우를 제외하고 14 km/h                                                                                     |
| 요르단                          | 60 이하 | 120 | 80 | 80-120                            | 80-100                                         | 20 km/h |
| 카자흐스탄                      | 60 | 140 | | 110                               |                                                | 20 km/h |
| 대한민국                        | 30–60 | 80–120 | 80 | 80–90                             | 40–60                                          | 15 km/h |
| 라트비아                        | 50 | 90–120 | 80–90 | 80–90                             | 80                                             | 10 km/h |
| 레바논                          | 50 | 100 | |                                   |                                                | 20 km/h |
| 리히텐슈타인                    | 50 | N/A | N/A | 80                                | 80                                             | 10 km/h |
| 리투아니아                      | 50 | 110–130 | 90 | 70–90                             | 70–90                                          | 10 km/h |
| 룩셈부르크                      | 50 | 130 (비올 때 110) | 90 | 90                                | 75                                             | 100 km/h 미만 3 km/h; 100 km/h 초과 3%                                                                                    |
| 북마케도니아                    | 50 | 120 | | 80–100                            |                                                | 10 |
| 말레이시아                      | 30–60 | 90–110 | 70–90 | 70–90                             | 70–80 80–90 (고속도로)                         | 10 |
| 몰타                            | 30–50 | | | 80                                | 60                                             | 10 |
| 멕시코                          | 20–50 | 100–110 | 80–95 | 70–90                             | 80–95                                          | 20 |
| 몰도바                          | 50 | 해당 고속도로 없음 | 90 (특정 지역에서만 110)                                                                                 | 90–110                            | 70                                             | 20 |
| 모로코                          | 40–60 | 120 | 100 | 100                               | 85-90                                          | 70 km/h까지 10%, 7 km/h                                                                                                   |
| 네덜란드                        | 50 (주거 지역 30, 도시 도로의 약 70% (2008))                                                                          | 130 (고속도로 19–6시) 100 (고속도로 6–19시) 100 (자동차 전용도로)                                                                                           | 80 | 80                                | 80                                             | 3 km/h |
| 뉴질랜드                        | 30–50 | 100–110 | 60–100                                                                                                   | 100 (견인 시 차량에 따라 30–90)   | 90 (스쿨버스 80)                               | 10 (스쿨존, 10) |
| 노르웨이                        | 50 | 100–110 | 80 | 80                                | 80                                             | 10 |
| 파키스탄                        | 40 | 100–120 | 100 | 50–80                             | 100                                            | 20 |
| 페루                            | 30–50 | 80–100 | 100 (버스 90)                                                                                            | 60–100                            | 70–80                                          | 15 |
| 필리핀                          | 20–60 | 100 | 40–80 | 40–80                             | 30–50                                          | 20 |
| 폴란드                          | 50 | 100 (단일 차도 자동차 전용도로) 120 (이중 차도 자동차 전용도로) 140 (고속도로)                                                                              | 90 | 90 (단일 차도 100 (이중 차도)     | 70 / 80                                        | 10 |
| 포르투갈                        | 50 | 120 | 90 | 90–100                            | 70–80                                          | 10 |
| 루마니아                        | 50 (특정 지역에서는 25까지 낮음)                                                                                      | 130 (고속도로) 120 (자동차 전용도로) 80 (산악 지역 자동차 전용도로)                                                                                         | 90 (유럽 도로로 지정된 고속도로에서는 100)                                                               | 90–100                            | 70–90                                          | 30 |
| 러시아                          | 60 (주거 지역은 20)                                                                                                   | 110–130 | 90 | 90                                | 70–90                                          | 20 |
| 사우디 아라비아                 | | 120–140 | |                                   | 80 (트럭) 80-100 (버스)                        | 고속도로 4 - 10 km/h |
| 세르비아                        | 50 | 100 (자동차 전용도로) 130 (고속도로) | 80 | 80                                | 80                                             | 0 km/h (허용치 없음) |
| 싱가포르                        | 50 | 90 | 60 | 80–90                             | 60                                             | 10-20 |
| 슬로바키아                      | 50 | 130 (건설 지역에서는 100) 100 (단일 차선 자동차 전용도로)                                                                                                   | 90 | 90                                | 90                                             | 10 |
| 슬로베니아                      | 50 | 130 | 80–100                                                                                                   | 90                                | 80                                             | 10 |
| 남아프리카 공화국               | 60 | 120 | 80–100                                                                                                   | 80–100                            | 80–100                                         | 20 |
| 스페인                          | 30–50 | 120 | 80–90 | 90                                | 90 100 (버스)                                  | 측정 기술에 따라 100 km/h까지 3–7 km/h; 그 이상은 3–7%                                                                    |
| 스웨덴                          | 50 | 110–120 | 70–90 | 70–100                            | 90 80 (트레일러 포함)                          | 10 |
| 스위스                          | 50, 30, 20 | 100 (자동차 전용도로), 120 (고속도로) | 80 | 80                                | 80                                             | 오직 측정 허용치: 측정 방법 및 속도 제한에 따라 3-14 km/h                                                                 |
| 타이                            | 60–80 | 80–120 | 100 | 90                                | 80                                             | 25 |
| 터키                            | 50-70-82 | 110 (자동차 전용도로)( L3일 경우 90, L4, L5, L7일 경우 80, L1, L6일 경우 45) 120–130–140 (고속도로) ( L3일 경우 100, L4, L5, L7일 경우 80, L1, L6일 경우 0) | 85 (자동차 전용도로) 90 (고속도로)                                                                       | 90 ( L3일 경우 80)                | 80                                             | 제한 속도 10% 초과 |
| 우크라이나                      | 50 (주거 지역은 20)                                                                                                   | 110–130 | 90 | 90                                | 70–90                                          | 20 |
| 아랍에미리트                    | 80 | 140–160 | 120–140                                                                                                  | 120                               | 80                                             | |
| 영국                            | 20 mph (32 km/h) 일부 도시/주거 지역 및 웨일즈의 건설 지역 30 mph (48 km/h) 건설 지역 일부 건설 지역 도로에서 40 mph. | 70 mph (112 km/h) (고속도로와 이중 차도 모두) | 60/70 mph (96/112 km/h) 등급에 따라 다름 (고속도로) 50/60/70 mph (80/96/112 km/h), 동상 (간선 이중 차도) | 60 mph (96 km/h)                  | 40/50/60 mph (64/80/96 km/h) 등급에 따라 다름. | 단속을 위해 10% + 2mph 권장, 다를 수 있음                                                                                 |
| 지브롤터                        | 30–50 | N/A | N/A | N/A                               | 등록된 화물차 및 버스 35                       | 10 |
| 맨 섬                           | 30 mph (48 km/h) | N/A | | 제한 없음                         | N/A                                            | 5 mph (8 km/h) |
| 미국                            | 20–35 마일 매 시 (32–56 km/h) (주마다 다름)                                                                           | 55–85 마일 매 시 (89–137 km/h) | 50–70 마일 매 시 (80–113 km/h)                                                                           | 40–65 마일 매 시 (64–105 km/h)    | 일부 주에서만 제한, 보통 5–15 mph 더 낮음.     | 관할권에 따라 다름. 일부 주는 5 마일 매 시 (8.0 km/h)를 허용하는 반면, 자동 단속은 보통 8–11 마일 매 시 (13–18 km/h)이다. |
| 베네수엘라                      | 40–60 킬로미터 매 시 (25–37 mph)                                                                                      | 120 | 60–120                                                                                                   | 80                                | 40–60                                          | 5 mph (8 km/h) |
| 베트남                          | 50–60 | 120 ( 100) | 60–90 | 60–80                             | 60–80                                          | 20 km/h |
| 짐바브웨                        | 60 킬로미터 매 시 (37 mph)                                                                                            | 80–120 킬로미터 매 시 (50–75 mph) | | 80–120 킬로미터 매 시 (50–75 mph) |                                                | 10 mph (16 km/h) |

## 내용주
1. 1 2  오스트레일리아의 기본 속도 제한은 주와 준주에 따라 다르다. 자세한 내용은 오스트레일리아의 속도 제한을 참조하라.
2. 1 2  
트레일러가 있는 자동차에는 특별한 제한이 적용되지 않는다. 총 차량 중량이 12톤 이상인 대형 차량에는 100 km/h의 속도 제한이 적용된다. 총 차량 중량이 5톤 이상인 버스에는 100 km/h의 제한이 적용된다. 일부 호주 주에서는 로드트레인이 90 km/h로 제한된다. 경우에 따라 가파른 내리막이나 기타 잠재적으로 위험한 도로 구간에서는 표지판에 표시된 대로 대형 차량에 다른 특별 속도 제한이 적용될 수 있다.
3. ↑  빅토리아주에서는 고정식 속도 카메라의 경우 허용 오차가 2 km/h이고, 이동식 속도 카메라의 경우 3 km/h(또는 100 km/h 이상 속도의 경우 3%)이다.[7] 다른 주/준주에서는 공식적인 허용 오차가 일반에 공개되지 않는다.
4. ↑  트럭은 80. 버스는 100, 트레일러가 있는 버스는 80*. 자동차는 130, 트레일러가 있는 자동차는 80*(*트레일러에 템포 100 표지가 장착되지 않은 경우. 이 경우 제한은 100.).
5. ↑  겨울 동안 고속도로는 100 km/h 이하의 속도 제한이 있다. 또한 여름에 100 km/h 속도 제한이 있는 대부분의 도로는 겨울 동안 80 km/h로 제한된다.
6. ↑  2차선 비우선 도로에서 트레일러의 속도 제한은 60 km/h이다.
7. ↑  
일부 구간은 보통 80에서 130 km/h 범위의 속도 제한이 적용된다. 사고에 연루된 운전자가 '권장' 속도 제한을 초과했을 경우, 사고 상황과 관계없이 적어도 부분적으로는 과실이 있는 것으로 간주되며, 보험 회사는 지불을 보류할 권리가 있다. 차량은 또한 60 km/h보다 빨리 갈 수 있어야 한다.
8. ↑  
추가 트레일러 점검 (TÜV) 및 특수 속도 번호판이 차량에 필요하다.
9. ↑  제41번 국도는 건설 지역 외부의 중앙 분리대가 있는 제한 속도 고속도로이지만, 여전히 90 km/h이다.
10. ↑  
말레이시아 연방 및 주 도로의 속도 제한은 2006년 하리 라야 아이딜피트리부터 명절 기간 동안 80 km/h로 줄어들었다.
11. ↑  
130 km/h가 기본값이지만, 상당한 구간에서 인구 밀집 지역이나 자연 지역에서는 120 km/h 또는 100 km/h로 제한되거나 주요 도시 순환 도로에서는 80 km/h로 제한된다. 2020년 3월 1일부터 대부분의 고속도로에서 6:00에서 19:00 사이에 100 km/h 속도 제한이 적용되며, 시골 지역의 몇 가지 예외가 있다.
12. ↑  총 중량이 3.5 미터톤 미만이고 트레일러 중량이 750 kg 미만인 트레일러를 끄는 자동차 또는 밴은 더 낮은 속도 제한이 적용되는 경우를 제외하고 90 km/h로 운전할 수 있다.
13. ↑  버스는 80 km/h의 속도 제한이 있지만, 입석이 없고 모든 좌석에 안전벨트가 장착된 T100 버스는 더 낮은 속도 제한이 적용되는 경우를 제외하고 100 km/h의 속도 제한이 있다.
14. ↑  
밴의 경우 100 km/h, 750 kg 이하 트레일러가 있는 차량의 경우 90 km/h, 750 kg 초과 트레일러가 있는 차량의 경우 80 km/h.
15. ↑  고속도로 중 고등급 신설 고속도로는 140 kmph: O-5, O-6, O-7, O-21 (앙카라-니데 구간만), O-33)

구형 고속도로는 130 kmph: O-3, O-4, O-21 (니데-타르수스 구간만), O-31, O-32, O-52
16. 1 2 3  속도 제한은 시간당 마일로 표시된다.
17. ↑  
일반적으로 비도시, 모든 목적의 이중 차도는 고속도로와 동일한 경량 차량의 경우 70 mph 제한을 받지만, 대형 트럭, 버스/미니버스 및 견인 차량의 경우 더 낮은 제한 (50 및 60 mph)이 적용된다. 예를 들어, 고속도로에서 발견되는 것보다 가파르거나 더 구불구불한 정렬 및 덜 관대한 교차로는 일부 구간에 대해 더 낮은 제한을 필요로 한다.
18. 1 2  
일반적으로 영국에서는 적재 중량 7,500 kg (7.4 롱톤)을 초과하는 트럭은 법적으로 더 높은 속도가 허용되는 경우에도 56 mph (90 km/h)로 속도 제한이 적용된다. 상업용 차량 및 대형 승용차에는 제한이 줄어든다. 영국의 도로 속도 제한 참조
19. ↑  하와이 주는 많은 주간고속도로에서 55 mph (89 km/h)의 속도 제한을 게시한다.
20. ↑  텍사스 오스틴 근처의 한 유료 도로는 시간당 85마일의 속도 제한이 있다. 텍사스 교통부, 유료 도로 구간에 85 MPH 제한 승인
21. ↑  
예를 들어 시카고를 통과하는 I-90/94의 경우 대도시 내부의 낮은 속도 제한은 45 mph (72 km/h)까지 낮을 수 있다. 많은 도시 지역에서 제한 속도 고속도로는 일반적으로 속도 제한에서 5 – 15 mph를 줄인다. 예를 들어, 클리블랜드와 쿠야호가 카운티에서는 속도 제한이 60 mph (97 km/h)이다. 카운티를 벗어나면 속도 제한은 65 mph (105 km/h)로 돌아간다.
22. ↑  정확한 제한은 도로 상황에 따라 달라지므로, 속도 제한은 교통 당국이 신호로 설정한다. 육상 교통법, 2007년 11월 3일 보관됨 2013-01-01 - archive.today.